# Prinzipalbass
A Prinzipalbass orgonaregiszter; a principálcsalád legmélyebb tagja, amely e megnevezésben csak a pedálművön fordul elő. A kora barokk kortól alkalmazott regiszter, amely 32’ vagy 16’ magasságban készül, mindkét esetben nyitott sípokat tartalmazó regiszterként. Ritka esetben készülhet fából is, ez esetben a megnevezése „Holzprinzipal”-ra változik. Anyaga szinte kizárólag ón; jellege nyitott; alakja henger; bősége normál; hangja kemény, erős.